# IllumiNations: Reflections of Earth
IllumiNations: Reflections of Earth est un ancien spectacle nocturne qui était présenté au parc Epcot de Walt Disney World Resort. Créé et mis en scène par Don Dorsey, le spectacle a été créé le 1er octobre 1999 sous le nom d'IllumiNations 2000: Reflections of Earth dans le cadre de la célébration du millénaire de Walt Disney World. Le succès a été tel qu'après la célébration, la notion à l'année 2000 a été supprimée du nom et le spectacle a été poursuivi.
Le 19 septembre 2018, Disney World annonce l'arrêt du spectacle après 19 ans et son remplacement à la fin de l'été 2019. Le spectacle a donné sa dernière représentation le 30 septembre 2019, et a été remplacé par Epcot Forever dès la nuit suivante.

## Le Spectacle
- Première représentation : 1er octobre 1999
- Dernière représentation : 30 septembre 2019
- Durée : 12 min
- Autre nom : IllumiNations 2000: Reflections of Earth
- Partenaire : Osram Sylvania, une filiale de Siemens
- Déclinaisons :
  - Version de Noël
  - Version du 4 juillet
  - Version du Nouvel An
- Attractions précédentes :
  - Carnival de Lumiere 1982 à 1983
  - A New World Fantasy 1983
  - Laserphonic Fantasy de 1984 à 1988
  - IllumiNations 30 janvier 1988 au 20 septembre 1996
  - IllumiNations 25 et ses déclinaisons du 21 septembre 1996 au 21 septembre 1999

### Description
Le spectacle IllumiNations: Reflections of Earth est composé de trois actes. Une partie des feux est tirée des pavillons de la Chine, de l'Italie, du Japon et des États-Unis.
- Acte I : Le Chaos.
Cette partie évoque le Big Bang et la création des planètes dont la Terre. Elle utilise la barge Inferno et débute par une importante explosion.
- Acte II : L'Ordre.
L'Ordre est apporté sur la Terre et le Globe Terre apparaît. Il change du blanc au rouge puis au bleu. Plusieurs séquences poursuivent l'établissement de l'ordre en racontant la création des éléments autour de nous. Ensuite des images sont diffusées sur le globe, elles évoquent des pays, des lieux et objets célèbres et des personnes.
  - L'espace évoque la banlieue proche de notre planète
  - La vie évoque l'apparition de la végétation, des grands animaux du passé, une explosion marquant la disparition des dinosaures suivie par d'autres animaux, les mammifères tournant la tête vers les spectateurs. Un cheval blanc au galop se fond avec une peinture dessinée sur le mur d'une grave par une nouvelle créature, l'homme.
  - L'aventure évoque la sortie de l'homme de sa caverne et sa conquête de la Terre. C'est surtout la curiosité de l'homme que ses moyens de locomotions qui sont évoqués.
  - L'exploration évoque les merveilles de la Terre puis celles architecturales ou culturelles de l'homme et ses idées. Un lancement de fusée marque le temps présent. Ensuite « l'avenir est entre nos mains » comme semble le dire l'astronaute dans la visière duquel se reflète la Terre...
  - Notre maison les images projetés se transforme en un planisphère. Le spectateur devient l'astronaute. Cette planète est notre maison à tous.
  - Célébration évoquent avec des laser, des feux d'artifice la cérémonie de Tapestry of Nations en montrant les marionnettes géantes de cette parade.
- Acte III : Signification.

Le Globe Terre s'ouvre comme une fleur de lotus pour révéler une torche tandis que des centaines de feux d'artifice blancs s'embrasent autour de lagon. Après un court moment de répit un nouveau mur de lumière semble vouloir forcer les spectateurs à poursuivre vers l'avenir.
Durant la dispersion du public, un pot-pourri de la parade Tapestry of Nations et la chanson Promise sont diffusés.

## Les technologies du spectacle

### Le Globe Terre

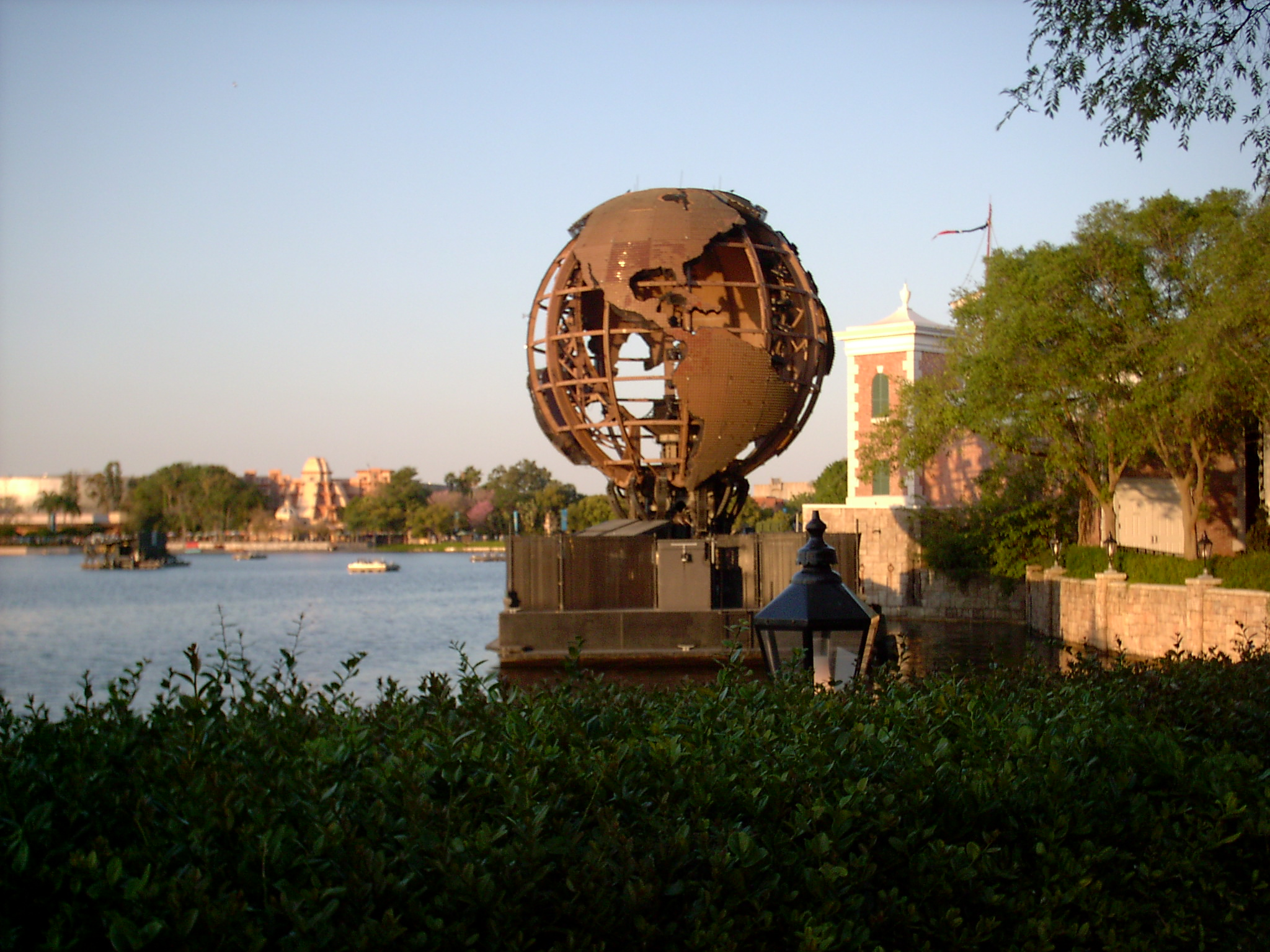
Le Globe Terre, en plein jour

La pièce maîtresse du spectacle est un globe terrestre, nommé Globe Terre. C'est le premier écran vidéo sphérique composé de 15 000 diodes luminescentes. Ce globe est placé sur une barge qui tourne autour du lagon de World Showcase, un plan d'eau artificiel de 10 ha, avant de s'ancrer au centre de lagon. Le globe est une sphère de 8,5 m de haut placée sur un piédestal de 3 m, pour un poids 350 tonnes. Il comporte 258 lumières stroboscopique, 15000 diodes électroluminescente, une torche et quelques lanceurs de feux d'artifice le tout contrôlés par 6 ordinateurs embarqués. Un système infrarouge de guidage permet de diriger la barge durant le spectacle.
Les 15 000 LED forment un écran sur lequel apparaissent 300 images durant le spectacle, surtout durant l'Acte II. Des images extraites de la banque d'images de National Geographic et des archives américaines du film.
La sphère s'ouvre comme les pétales une fleur et révèle une torche, la 21e avec les 20 autres disposées autour du lagon, symbolisant le nouveau siècle.
Cet élément du spectacle est considéré comme l'un des plus complexes au monde ; il est l'œuvre de Jerold Kaplan.

### La barge Inferno

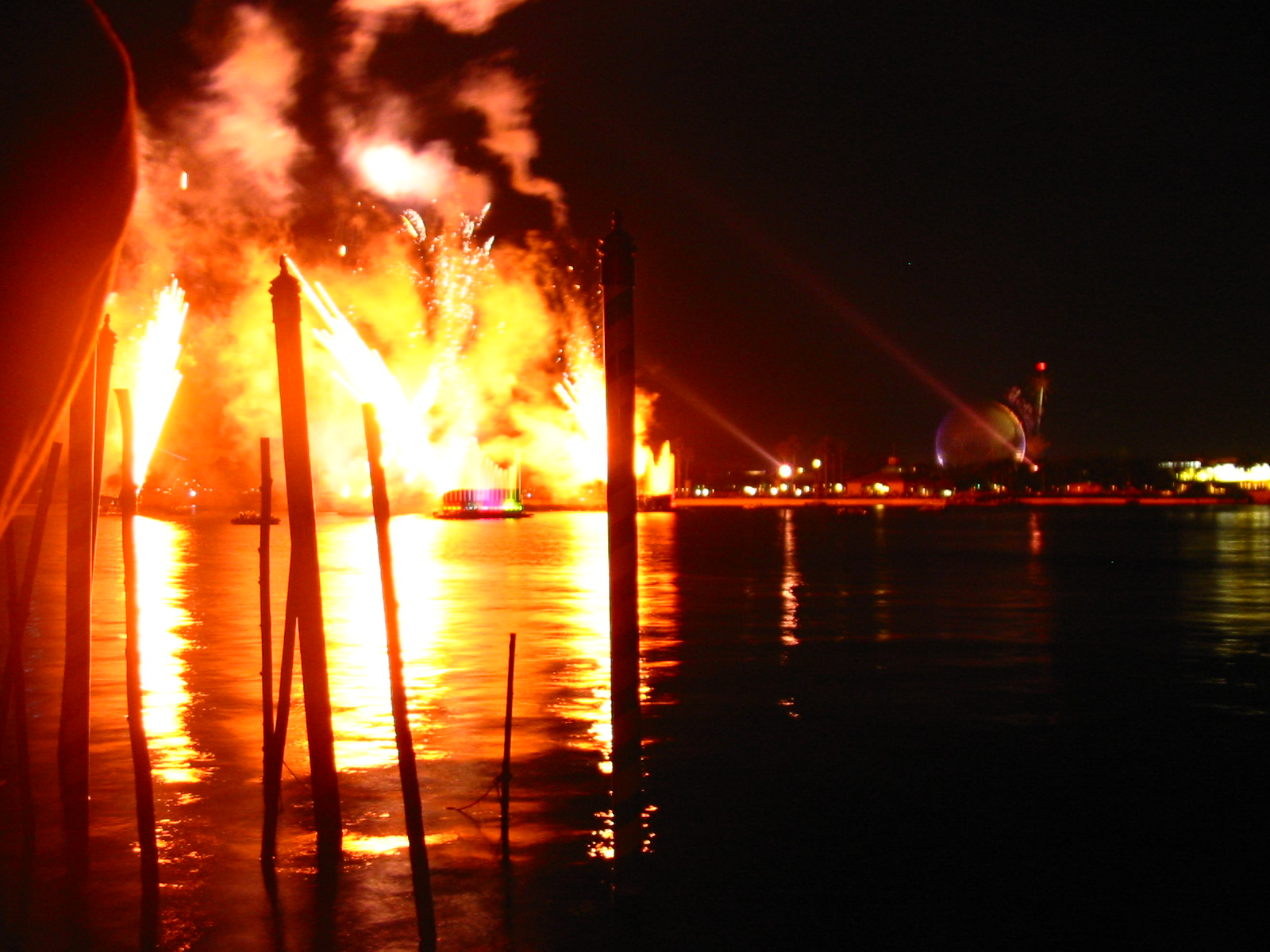
la barge Inferno

La Barge Inferno est simplement une barge supportant un système pyrotechnique au propane liquide permettant de lancer des boules de feux jusqu'à entre 12 et 15 m selon les conditions climatiques. La barge comporte 37 lances et utilisent plus de 1 135 litres de propane chaque soir pour le spectacle.
À la fermeture du parc, la barge s'éloigne de toute construction et le reste de propane est brûlé dans une explosion, donnant un tout autre sens au nom de la barge.
La barge héberge aussi un système de buses de feux d'artifice. C'est à cause de ce système que le 9 septembre 2005, la barge fut arrêtée. Une des fusées d'artifices explosa dans sa buse, causa des dégâts matériels sur la barge mais aucun blessé. La barge reprit du service le 1er février 2006.

### Les feux d'artifice

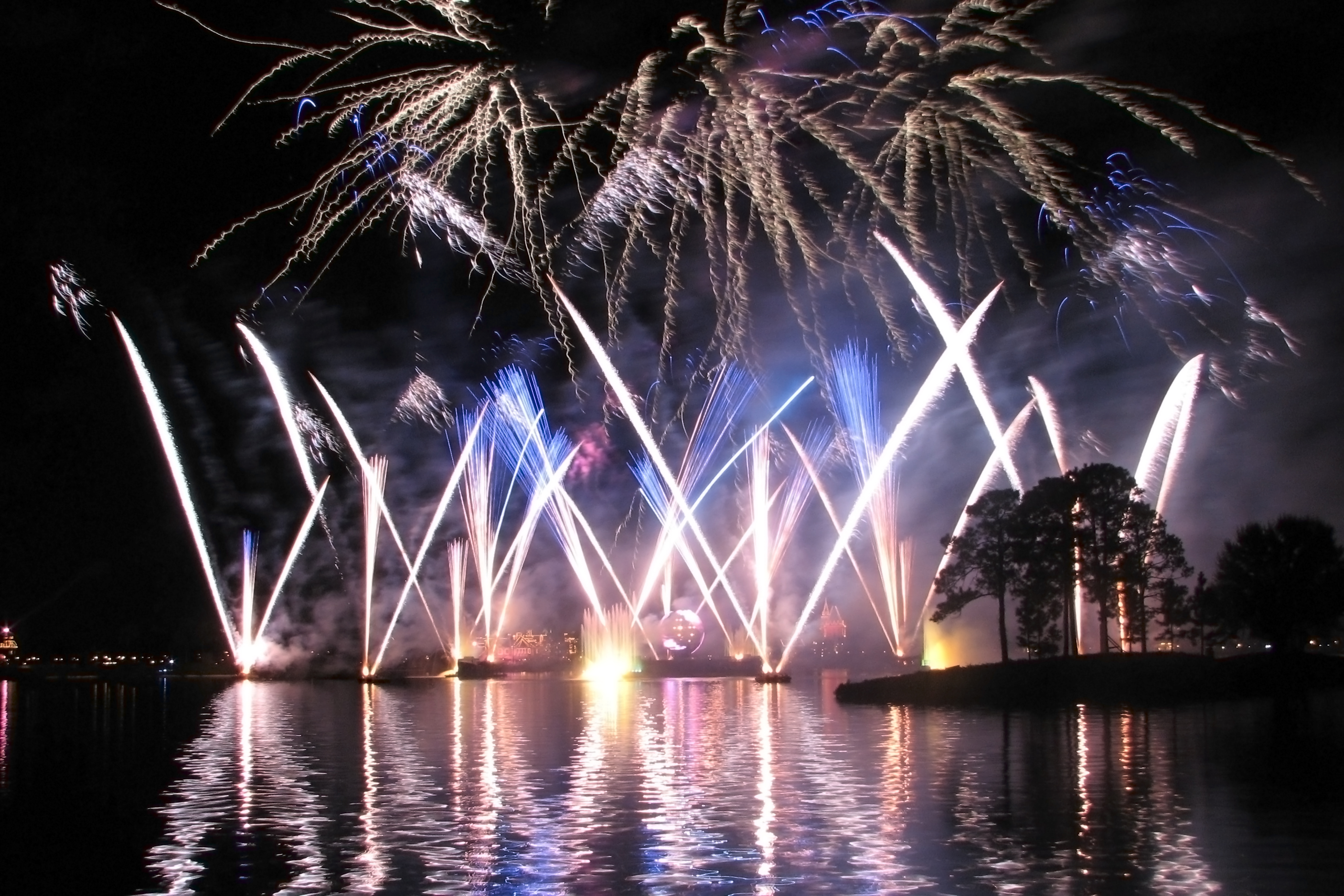
Feux d'artifice se reflétant dans l'eau au cours du spectacle du 1 novembre 2008.

Walt Disney Imagineering a conçu une nouvelle méthode de lancement de feux d'artifice avec un système d'air comprimé au lieu de poudre. Ce système est plus écologique et laisse aucune traînée lumineuse d'incandescence derrière la fusée. De plus la précision pour les lancers est plus importante : la chronologie et la hauteur désirée sont directement liées électroniquement à la musique. Un senseur attaché à la fusée permet aux techniciens de connaître l'état de cette dernière, en attente, allumée ou explosé. Eric Tucker, un concepteur primé d'effets pyrotechniques est l'auteur des feux d'artifice du spectacle. Eric Tucker et les autres créateurs du spectacle Reflections of Earth sont allés en Chine pour renouveler leur art du feu d'artifice dans les lieux qui l'ont vu naître.
1 105 feux d'artifice sont lancés durant chaque spectacle à partir de 750 buses réparties en 56 modules sur 34 sites autour du lagon.

### Les lasers
Le lagon est éclairé par une grande variété de laser de couleurs différentes, dont bleu lagon, verte menthe, orange et lavande.

### Les barges fontaines
En plus des barges Inferno et Globe Terre, quatre barges hébergent des fontaines hydrauliques équipées de 40 tubes alimentés par des pompes au débit de 15 000 l/min.

### Les torches
Autour du lagon 20 torches de 8 m de haut (au-dessus de l'eau) sont disposées à intervalle régulier et représentent les 20 siècles passés.
Une vingt-et-unième torche émerge du globe Terre à la fin du spectacle.

## La musique
Gavin Greenaway est le compositeur d'IllumiNations: Reflections of Earth. C'est Hans Zimmer, ami de Greenaway et compositeur du Roi Lion, qui lui demanda de prendre en charge ce projet à sa place car lui était pris beaucoup par d'autres. Zimmer collabora toutefois avec Greenaway au début de la création.
La musique du spectacle a été utilisée par ABC 2000 un programme de 25 h de la chaîne ABC pour le passage à l'an 2000. ABC utilisa aussi une version modifiée pour le passage à l'an 2002 tandis qu'ABC News se servit du thème pour ses jingles entre 2000 et 2004. La musique a été aussi utilisée sans la section du chaos pour le National Scout Jamboree de 2005 à Fort A.P. Hill, Virginie.

### Production
- Reflections of Earth (Titre de travail: EARTH 2000)
  - Producteur musical exécutif : Steve Skorija
  - Musique composée, produite et dirigée par Gavin Greenaway
  - Directeur du spectacle et de la musique : Don Dorsey
  - Enregistrée et mixée par Alan Meyerson
  - Superviseur musical : Dan Savant
  - Préparation musicale : Express Music Services
  - Éditeur musical : Michael Atwell
  - Contracteur musical : Isobel Griffiths Ltd
  - Enregistrement musical : au Abbey Road Studios par le London Session Orchestra, et probablement avec des membres du London Symphony Orchestra et du Royal Philharmonic Orchestra
  - Musique mixée à Media Ventures
  - Coordination musicale : Savant Productions
  - Projet video
    - Nom : Century III
    - Directeur : Oliver Peters[2]
- We Go On
  - Paroles : Don Dorsey
  - Solo vocal: Kellie Coffey
  - autres crédits voir Reflections of Earth
- Promise
  - Executive Music Producer: Steve Skorija
  - Musique composée, produite et dirigée par Gavin Greenaway
  - Paroles : Don Dorsey
  - Enregistrée et mixée par Alan Meyerson
  - Music Supervisor: Dan Savant
  - Solo vocal: Kellie Coffey

## Les différentes déclinaisons
Une barge supplémentaire est utilisée dans les versions du 4 juillet et du nouvel an, la barge de la Troisième Guerre mondiale.

### Version de Noël
Cette version a débuté en 2005 pour la période de Noël. La musique Let There Be Peace on Earth de Holiday llumiNations est jouée après le morceau We Go On. Après la fermeture du Globe Terre, un message de paix est fait en plusieurs langues sur la musique Let There Be Peace On Earth et pour chaque langue le pavillon du pays associé à cette langue est éclairé. Ensuite Walter Cronkite rappelle le sens de générosité de Noël sur le même fond musical tandis que des feux d'artifice sont lancés.

### Version du 4 juillet
Cette version est simplement l'ajout d'une séquence patriotique avant, vers 22h, et après le spectacle normal. La chanson Yankee Doodle est jouée tandis que des feux d'artifice sont lancés depuis le pavillon American Adventure dans une plus grande mesure qu'à l'accoutumée. Ensuite la chanson Stars and Stripes Forever est jouée. L'écran sphérique du Globe Terre montre des images associées à l'Indépendance Américaine durant le solo de flûte.
Lors du final les très nombreux feux d'artifice créent un écran de fumée et ce n'est qu'à la fin de la musique qu'il s'estompe marquant la fin du spectacle.
En 2006 une version légèrement différente a été proposée. Plusieurs chansons ont été sélectionnées pour célébrer le 230e anniversaire de l'Indépendance des États-Unis. À la fin du spectacle la chanson The Battle Hymn of the Republic a été proposée pour le feu d'artifice lancé depuis l'arrière du pavillon américain. Un message de commémoration a été projeté depuis le même pavillon sur Spaceship Earth avec des lasers tandis que la barge du  Globe terre arboré un drapeau américain.

### Version du Nouvel An
La principale différence du spectacle de la nouvelle année est sa présentation deux fois dans la soirée, l'une à 19 heures 45 et l'autre à 23 heures 45. Après la seconde représentation un décompte est lancé jusqu'au changement d'année. Les pavillons sont illuminés par les feux d'artifice lancés depuis l'arrière de chacun en fonction de leur fuseau horaire respectif : l'Asie avec le Japon, la Chine, puis l'Europe avec la Norvège, l'Italie, l'Allemagne, la France puis le Maroc et le Royaume-Uni (placé sur le méridien de Greenwich) et enfin le Canada, les États-Unis et le Mexique.
À la fin du décompte, la musique Auld Lang Syne est diffusée permettant les souhaits de « Bonne Année » avec quelques feux d'artifice. Le parc ferme ce jour-là à une heure du matin.